# Whatever (Hot Chelle Rae)
Whatever è il secondo album in studio del gruppo pop rock statunitense Hot Chelle Rae, pubblicato il 29 novembre 2012 per la RCA Records.

## Tracce
Versione standard
1. I Like It Like That (feat. New Boyz) – 3:08 (Ryan Follese, Nash Overstreet, Andrew Goldstein, Dan Book, Alexei Misoul, Emanuel Kiriakou, Evan Kidd Bogart, Lindy Robbins)
2. Tonight Tonight – 3:20 (Ryan Follese, Nash Overstreet, Emanuel Kiriakou, Evan Kidd Bogart, Lindy Robbins)
3. Honestly – 3:22 (Ryan Follese, Nash Overstreet, Ian Keaggy, C. Kelly, Sam Hollander, Dave Katz)
4. Keep You with Me – 3:30 (Ryan Follese, Nash Overstreet, Andrew Goldstein, Dan Book, Alexei Misoul)
5. Radio (feat. Bei Maejor) – 3:04 (Ryan Follese, Nash Overstreet, Emanuel Kiriakou, Evan Kidd Bogart, Brandon Green Lindy Robbins)
6. Whatever – 2:53 (Ryan Follese, Nash Overstreet, Andrew Goldstein, Dan Book, Alexei Misoul)
7. Forever Unstoppable – 4:03 (Ryan Follese, Nash Overstreet, Andrew Goldstein, Dan Book, Alexei Misoul)
8. Why Don't You Love Me? (feat. Demi Lovato) – 3:31 (Nash Overstreet, Martin Johnson)
9. Downtown Girl – 2:57 (Ryan Follese, Nash Overstreet, Jamie Moore, Andrew Goldstein, Dan Book, Alexei Misoul)
10. Beautiful Freaks – 3:26 (Ryan Follese, Nash Overstreet, Emanuel Kiriakou, Evan Kidd Bogart, Lindy Robbins)
11. The Only One – 2:50 (Ryan Follese, Nash Overstreet, Ian Keaggy, Jesse Frasure)

## Classifiche
| Classifica    | Posizione massima |
| ------------- | ----------------- |
| Australia     | 25                |
| Nuova Zelanda | 21                |
| Stati Uniti   | 48                |